# Mark Rober
Mark Rober (Orange County, 11 marzo 1980) è uno youtuber e ingegnere statunitense.
È noto per i suoi video su YouTube sulla scienza popolare, i gadget fai da te e per le sue idee creative. Molti dei suoi video sono diventati virali, tra cui un costume di Halloween digitale e una trappola per ladri di pacchi postali che rilascia una fontana di glitter ultra-fini. Prima di cimentarsi su YouTube, Rober era un ingegnere della NASA, in cui ha trascorso sette anni lavorando sul rover Curiosity presso il Jet Propulsion Laboratory della NASA. In seguito ha lavorato per quattro anni presso Apple Inc. come product designer nel loro Special Projects Group, dove ha creato brevetti riguardanti la realtà virtuale in auto a guida autonoma. Nell'ottobre del 2019, Rober è stato parte integrante del lancio della raccolta fondi ambientale #teamtrees, insieme allo YouTuber MrBeast.

## Biografia
Cresciuto a Orange County, in California, Rober, sin da bambino, inizia a darsi da fare con piccole opere di ingegneria, tra cui un paio di occhiali che aiutavano a evitare le lacrime mentre venivano tagliate le cipolle. Consegue una laurea in ingegneria meccanica presso la Brigham Young University e un master presso la University of Southern California.
Rober entra a far parte del Jet Propulsion Laboratory (JPL) della NASA nel 2004. Lavora lì per nove anni, sette dei quali furono trascorsi lavorando sul rover Curiosity, che ora è su Marte. Ha progettato e fornito hardware in diverse missioni JPL, tra cui AMT, GRAIL, SMAP e Mars Science Laboratory. Durante il periodo alla NASA, Rober era uno dei principali architetti di "JPL Wired", che era un wiki di raccolta di informazioni completo. Pubblica un caso di studio sull'applicazione della tecnologia wiki in un'organizzazione high-tech, al fine di sviluppare un "Intrapedia" per l'acquisizione di conoscenze aziendali.

### Canale YouTube e comunicazione scientifica
Durante il suo periodo alla NASA, Rober inizia a realizzare video virali. I suoi video descrivono una vasta gamma di argomenti, stimolando idee per gli scherzi di Pesce d'Aprile e insegnando trucchi come ad esempio completare una escape room e filmare i primati negli zoo in modo non invasivo. Difensore della scienza, realizza video che testano la capacità degli squali di sentire l'odore del sangue nell'acqua, o video di sabbia fluidificata e di potabilizzazione dell'acqua.
Nel 2011, Rober registra il suo primo video su YouTube, in cui crea un costume di Halloween utilizzando due iPad che danno l'illusione di vedere attraverso il suo corpo. Pubblica il video del costume "gaping hole in torso" su YouTube che diventa virale, ottenendo 1,5 milioni di visualizzazioni in un solo giorno. L'anno seguente, Rober lancia Digital Dudz, una compagnia di costumi di Halloween online specializzata in costumi di Halloween basati sullo stesso concetto del video (di cui Rober detiene il brevetto). La società guadagna 250.000 dollari nelle prime tre settimane di attività e nel 2013 i costumi di Rober, inseriti nelle app, vengono venduti in negozi al dettaglio, come ad esempio Party City. I costumi vengono spesso menzionati su canali di informazione come CBS News, CNN, The Jay Leno Show, Fox, Yahoo! News, Discovery Channel, The Today Show e GMA, e nel 2013 Rober vende la compagnia alla società di costumi Morphsuits, con sede nel Regno Unito.
Nel dicembre 2018, Rober diventa virale con un video in cui si prendeva gioco di alcuni ladri di pacchi postali con un marchingegno che spruzzava loro del glitter, ottenendo 25 milioni di visualizzazioni in un solo giorno. L'aggeggio progettato da Rober esplodeva, emettendo un cattivo odore e riprendendo i ladri. Rober, in seguito, rimuove due dei cinque incidenti che aveva ripreso, ignaro del fatto che due dei ladri erano in realtà amici di una persona che aveva assunto per aiutare a catturare gli stessi ladri. Rober pubblica il seguito di questo video nel dicembre del 2019, collaborando con Macaulay Culkin e presentando un design migliorato.
Oltre a YouTube, Rober ha dato il suo contributo con articoli per Men's Health, e nel 2015 ha tenuto una presentazione TEDx intitolata Come trovare buone idee e un'altra intitolata L'effetto Super Mario - Ingannare la mente per imparare meglio. Ha anche fatto numerose apparizioni su Jimmy Kimmel Live!. Nel 2018, è stato riferito che Rober aveva lavorato segretamente a progetti di realtà virtuale per Apple Inc., tra cui l'intrattenimento a bordo della compagnia per auto a guida autonoma, per il quale Rober ha creato due brevetti legati alla realtà virtuale. Rober lavorava per Apple dal 2015, trascorrendo quattro anni come product designer nello Special Project Group. Tuttavia lascia quest'incarico all'inizio del 2020. Nel 2020, Rober reciterà in uno spettacolo con telecamere nascoste di Discovery Channel al fianco di Jimmy Kimmel.
Nell'ottobre 2019, la community di YouTube pubblica un progetto con l'etichetta #TeamTrees, organizzato da MrBeast e Rober a seguito di un tweet che suggeriva a MrBeast di piantare 20 milioni di alberi. MrBeast e Rober hanno collaborato con YouTuber in tutto il mondo, nel tentativo di realizzare il progetto. L'obiettivo era raccogliere 20000000 $ per la Arbor Day Foundation entro il 2020 e, in cambio, la Arbor Day Foundation avrebbe piantato un albero per ogni dollaro raccolto. Tra i più importanti YouTuber che hanno preso parte al progetto ci sono iJustine, Slow Mo Guys, Marques Brownlee, Hannah Stocking, PewDiePie, The Try Guys, AsapScience, Smarter Every Day, How Ridiculous, Half as Interessant, Life Noggin, It's Okay to be Smart, e HowToBasic.

## Vita privata
Nel 2015, Rober si trasferisce nella città di Sunnyvale, California, dove vive con la moglie e il figlio. Al fine di sensibilizzare sull'autismo, Rober ha twittato il suo sostegno per gli autistici, facendo riferimento a suo figlio che soffre dello stesso disturbo.